# Michael Sterner

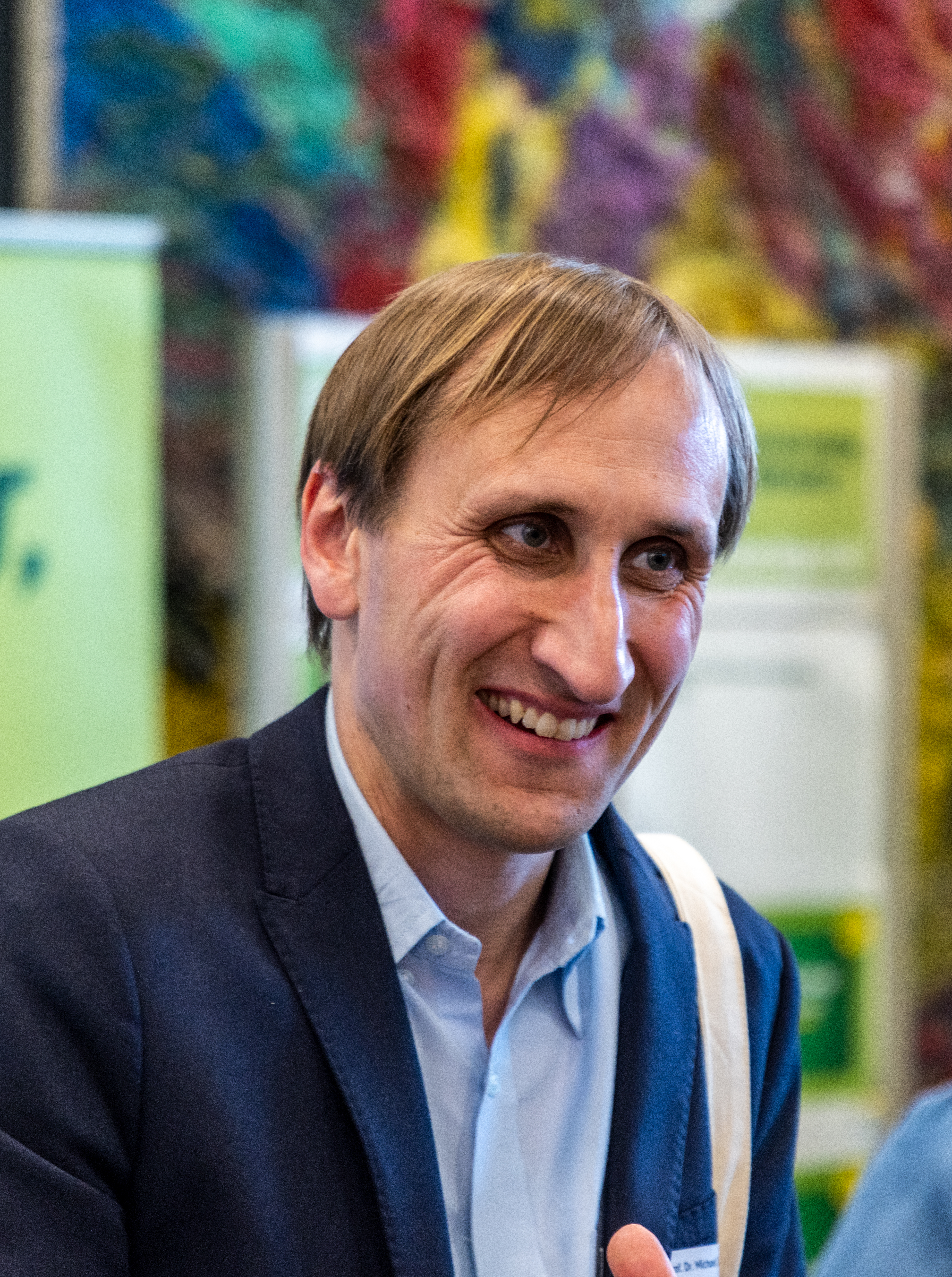
Michael Sterner 2023

Michael Sterner (* 1978 in Passau) ist ein deutscher Ingenieur und Professor für „Energiespeicher und Energiesysteme“ an der Ostbayerischen Technischen Hochschule Regensburg.

## Leben
Michael Sterner wurde 1978 in Passau geboren. Von 2000 bis 2005 studierte er Mechatronik an der Ostbayerischen Technischen Hochschule Regensburg. Anschließend absolvierte er einen Master in Erneuerbaren Energien an der Universität Oldenburg. Im Jahr 2009 promovierte er mit dem Thema „Bioenergy and renewable power methane in integrated 100 % renewable energy systems“ in Elektrotechnik an der Universität Kassel. Danach arbeitete und leitete er von 2007 bis 2012 die Forschungsgruppe Energiewirtschaft und Systemanalyse am Fraunhofer-Institut für Energiewirtschaft und Energiesystemtechnik in Kassel. Parallel dazu hatte er einen Lehrauftrag an der Universität Oldenburg.
Sterner ist seit 2012 Professor für Energiespeicher und Energiesysteme an der Ostbayerischen Technischen Hochschule Regensburg. Des Weiteren ist er Leiter der Forschungsstelle für Energienetze und Energiespeicher (FENES).
Er ist verheiratet und hat drei Kinder.

## Wissenschaftliche Arbeit
Sterner befasst sich in seiner Forschung insbesondere mit Energiespeichersystemen für erneuerbare Energiesysteme.  Er gilt als einer der Urheber der Power-to-Gas-Technologie. 2014 verfasste er gemeinsam mit Ingo Stadler das Lehrbuch Energiespeicher, das 2017 in einer zum Herausgeberwerk überarbeiteten und aktualisierten zweiten Auflage erschien.
Sterner sitzt in zahlreichen energiewirtschaftlichen Gremien und berät u. a. die deutsche Bundesregierung. Er ist Mitglied des Nationalen Wasserstoffrats.  Zudem wirkte er als Autor am 2011 erschienenen „Special Report on Renewable Energy Sources and Climate Change Mitigation“ (SRREN) des IPCC mit. Für den Verein Deutscher Ingenieure (VDI) leitet er im Rahmen der Initiative „Zukunft Deutschland 2050“ den VDI-Zukunftsdialog zum Thema Wasserstoff.

## Sonstiges
Sterner ist Erstunterzeichner von Scientists for Future, einer Vereinigung von Wissenschaftlern, die die Fridays-for-Future-Bewegung unterstützt. Zur weiteren Unterstützung komponierte Sterner das Lied „Save this world“, das er zusammen mit jungen Musikern aufnahm und das am 20. September 2019 erstmals bei Fridays-for-Future-Demonstrationen aufgeführt wurde. Die Einnahmen des als Spendensongs konzipierten Liedes sollen an Fridays for Future Deutschland gehen.

## Publikationen (Auswahl)
- Jürgen Schmidt (Hrsg.): Bioenergy and renewable power methane in integrated 100 % renewable energy systems. Limiting global warming by transforming energy systems. Kassel University Press, Kassel 2009, ISBN 978-3-89958-798-2, 4. Renewable Power Methane – solution for renewable power integration and energy storage, S. 104–126 (uni-kassel.de [PDF; 17,7 MB; abgerufen am 1. Dezember 2012] zugleich: Dissertation an der Universität Kassel 2009).
- mit Ingo Stadler: Energiespeicher. Bedarf, Technologien, Integration. 2. Auflage, Springer Verlag, Berlin Heidelberg 2017, ISBN 978-3-662-48893-5.
- So retten wir das Klima. Wie wir uns unabhängig von Kohle, Öl und Gas machen. Verlag KomplettMedia, München 2023, ISBN 978-3-8312-0563-9.

## Auszeichnungen
- 2010: ASUE-Preis für innovative Gastechnologien (zusammen mit ZSW und SolarFuel)
- 2011: Deutschland – Land der Ideen (zusammen mit ZSW und SolarFuel)
- 2011: Nominierung für die Rudolf-Diesel-Medaille vom Deutschen Institut für Erfinderwesen[6]